# Plante utile

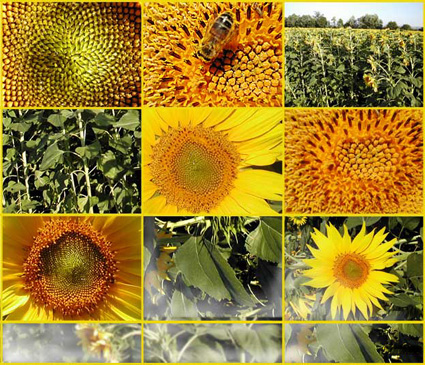
Exemple de plante utile : le tournesol.

Les plantes utiles sont toutes les espèces ou variétés de plantes utilisées directement par l'Homme pour de multiples usages : se nourrir, se chauffer, se vêtir, s'abriter et se loger, se meubler, se soigner et se protéger des maladies et des insectes, embellir son cadre de vie, lutter contre l'érosion et favoriser l'assèchement des marais, se maquiller et se parfumer, adorer ses dieux, s'enivrer et se droguer, voire tuer ses semblables.
On estime à 40 000 environ le nombre d'espèces végétales qui ont été utilisées par l'homme au cours des âges, soit un pourcentage de l'ordre de 13 % des végétaux supérieurs dont le nombre d'espèces est estimé généralement à 400 000. La plupart de ces espèces poussent dans les régions tropicales. Selon les estimations difficiles à effectuer, sur ces 400 000 espèces de plantes recensées dans le monde, 30 000 sont actuellement exploitées par l'homme (17 810 végétaux entrent dans la composition de médicaments, plus de 11 000 plantes servent de matériaux et 5 538 servent comme nourriture humaine).
La première forme d'utilisation des plantes était basée sur la cueillette, puis est apparu l'agriculture qui a conduit à la domestication d'un certain nombre d'espèces.
La discipline étudiant les rapports entre l'Homme et les plantes est appelée ethnobotanique.

## Modes d'acquisition
À l'origine, le premier mode d'acquisition des plantes était la cueillette. De nos jours, les plantes utiles sont pour l'essentiel des plantes cultivées.

## Types d'utilisation
Les plantes utiles peuvent avoir ces utilités (liste non exhaustive) :
- Alimentation humaine
- Alimentation animale
- Boissons (tisanes, thé, café)
- Boissons alcoolisées
- Médicaments
- Cosmétique et parfums
- Huiles
- Drogues
- Poisons
- Textiles (tissus, cordes)
- Papier
- Vannerie
- Décoration (jardins, bouquets, paysages)
- Combustibles (chauffage, carburant)
- Constructions (planches, poutres, perches...)
- Fabrications (meubles, outils, armes, instruments de musiques...)
- Résines et gommes
- Teintures
- Filtrage et épuration, phytoremédiation, phytoextraction
- Couverture et enrichissement des sols
- Lutte contre l'érosion des sols
- Musique

## Parties utilisées
Les parties, et les organes, des plantes sont très variées selon les espèces et leurs utilisations.
On peut citer :
- les fruits : (pommes, oranges...), et légumes alimentaires (tomates, citrouille, etc.) ;
- les graines : céréales, légumineuses, graines oléagineuses, etc. ;
- les bois : constructions, meubles, chauffage,... chênes, merisier, peuplier-tremble, etc. ;
- les feuilles : alimentation humaine (salades et légumes-feuilles), alimentation animale (fourrages) ;
- les tiges : sucre (canne à sucre), usages divers (bambous, etc.)
- les racines : alimentation humaine et animale (carotte, navet, betterave, etc.) ;
- les tubercules : alimentation humaine et animale (pomme de terre, topinambour, etc.) ;
- les fleurs : décorations, bouquets, jardinage, alimentation (rosiers, tulipe, phalaenopsis, chou-fleur, etc.) ;
- les écorces : cannellier (épice), chêne-liège (liège), etc. ;
- les fibres : textiles (coton, lin, jute, sisal, etc.) ;
- les exsudats végétaux : sève ( sirop d'érable), latex : (hévéa),  résines (térébenthine)  etc.
- les anthères : (safran),

## Citations
« Une mauvaise herbe est une plante dont on n'a pas encore trouvé les vertus. »
— Ralph Waldo Emerson
« Le don d’une plante utile me paraît plus précieux que la découverte d’une mine d’or,
 et un monument plus durable qu’une pyramide. »
— Bernardin de Saint-Pierre, Voyage à l'Île de France, p. 58, (lettre 13)
« Le plus grand service qu'on puisse rendre à un pays est d'ajouter une plante utile à son agriculture, en particulier une céréale à pain »
— Thomas Jefferson, Summary of Public Service
.

## Palmarès mondial des plantes cultivées
Production mondiale en 2018, en milliers de tonnes selon FAOSTAT (statistiques publiées par la FAO)
|    | Cultures           | Production |    | Cultures              | Production |    | Cultures                     | Production |    | Cultures                      | Production |
| -- | ------------------ | ---------- | -- | --------------------- | ---------- | -- | ---------------------------- | ---------- | -- | ----------------------------- | ---------- |
| 1  | Canne à sucre      | 1 907 025  | 11 | Tomates               | 182 256    | 21 | Colza                        | 75 001     | 31 | Carottes, navets              | 39 996     |
| 2  | Maïs               | 1 147 622  | 12 | Orge                  | 141 423    | 22 | Ignames                      | 72 581     | 32 | Plantains et autres           | 39 482     |
| 3  | Riz paddy          | 782 000    | 13 | Bananes               | 115 738    | 23 | Coton non-égrené             | 71 029     | 33 | Piments, poivrons             | 36 771     |
| 4  | Blé                | 734 045    | 14 | Pastèques             | 103 931    | 24 | Choux                        | 69 382     | 34 | Mandarines, clémentines, etc. | 34 393     |
| 5  | Pommes de terre    | 368 169    | 15 | Oignons secs          | 96 774     | 25 | Noix de coco                 | 69 382     | 35 | Fruits frais nda              | 33 922     |
| 6  | Graines de soja    | 348 712    | 16 | Patates douces        | 91 945     | 26 | Sorgho                       | 59 342     | 36 | Mils                          | 31 019     |
| 7  | Légumes frais nda  | 297 597    | 17 | Pommes                | 86 142     | 27 | Mangues,                     | 55 384     | 37 | Haricots secs                 | 30 434     |
| 8  | Manioc             | 277 809    | 18 | Raisins               | 79 126     | 28 | Aubergines                   | 54 077     | 38 | Aulx                          | 28 494     |
| 9  | Betteraves à sucre | 274 886    | 19 | Oranges               | 75 413     | 29 | Tournesol (graines)          | 51 955     | 39 | Ananas                        | 27 924     |
| 10 | Huile de palme     | 272 055    | 20 | Concombre, Cornichon, | 75 219     | 30 | Arachides (non-décortiquées) | 45 951     | 40 | Pois frais                    | 21 226     |